# Louis de Bonnevie
Pour les articles homonymes, voir Bonnevie.
Louis de Bonnevie de Pogniat, né à Lyon le 26 mars 1900 et mort à Marrakech le 10 mai 1927, est un officier français.

## Biographie
Fils d'Henri, comte de Bonnevie de Pogniat et de Marie de Vergnette de Lamotte, Louis de Bonnevie fit ses études à Lyon, à l’externat Saint-Joseph, dirigé par les pères jésuites, de 1909 à 1916, puis à la Villa Saint-Jean, dirigée par les marianistes, à Fribourg (Suisse), dont il suivit les cours en 1916-1917 où il devint, avec Marc Sabran et Charles Sallès, un des meilleurs amis d’Antoine de Saint-Exupéry.
Il suivit les cours de mathématiques spéciales, tout d’abord au lycée du Parc à Lyon, puis à l’École Sainte-Geneviève à Versailles. Il sort de l’École centrale (Promotion 1923), puis obtient le brevet supérieur de préparation militaire pour l’artillerie et entre à l’École d’application de Fontainebleau. Lieutenant en 1925, ayant demandé, sur le conseil d’Antoine de Saint-Exupéry, une affectation au Maroc, il est envoyé à Casablanca.
Pour sa participation à la prise du Djebel Hammam (24 mai 1926) et aux opérations de la tâche de Taza, (23 juin-12 août 1926), il fut cité à l’ordre de la division et reçut la croix de guerre des Théâtres d'opérations extérieurs le 27 septembre 1926.
Affecté ensuite, à sa demande, à la 5e escadrille du 37e régiment d’aviation, il fut, en raison d’une épidémie de typhus, muté à Marrakech où il mourut de cette maladie le 10 mai 1927, trois ans, jour pour jour, après son père. Le retour des cendres eut lieu le mois suivant. Il repose dans la chapelle funéraire de la famille de Bonnevie de Pogniat, au cimetière d’Aubiat.

## Louis de Bonnevie etAntoine de Saint-Exupéry
Si leurs mères et leurs sœurs respectives, Régine et Simone, étaient amies de longue date, Louis et Antoine, de caractère très différent, s'appréciaient assez peu. Simone raconte les premiers mots qu'ils échangent lorsque, étant voisins à Lyon, ils se retrouvent à la rentrée scolaire en 1916, à la Villa Saint-Jean :

« Tiens, Bonvie, c’est bien toi ? Qu’est-ce que tu fous ici ?
Ben, je fais comme toi, je viens apprendre à lire et à écrire. »

À la suite d'une foulure, Antoine est immobilisé et Louis va beaucoup s'occuper de lui. Ils deviennent très amis et passeront leurs vacances ensemble, à Carnac et chez les Bonnevie au château des Portes (Creuse), où Antoine fera la connaissance de leurs cousines communes Jeanne et Bernardine (Dolly) de Menthon.
Il s’en souviendra ensuite après la mort de Louis :

« Ta carte m’a attendri. Que de souvenirs ! Nous sommes dispersés maintenant comme les enfants de Babel. et dans mon Sahara je me demande si c’est bien moi qui ai vécu tout ça. Fribourg, la neige (comme ça ferait bien ici). Les Portes, Dolly de Menthon, Louis de Bonnevie. On me croit sans cœur parce que je n’exprime rien, mais je crèverai de mélancolie du passé détruit, de tous ces passés détruits. Dakar, Port-Étienne, Cap Juby, Casablanca, les 3000 kilomètres de côte n’ont pas la densité de 20 mètres carrés à Fribourg ou de ce salon des Portes où j’étais persuadé être amoureux de Dolly. »

— Lettre à Simone, Juby, 1927 ou 1928
Louis, qui aime aussi écrire, sera le premier lecteur d’Antoine, lorsqu'il commence la rédaction de l'Aviateur : 

« Mon travail n’est pas trop ennuyeux et j’ai quelques projets en train ; je travaille aussi par petites bribes mon roman qui plonge Louis dans l'admiration. »

— Lettre à sa mère. mars 1924
La Pléiade a publié une lettre écrite à Paris en février 1918, dans laquelle Antoine raconte les bombardements allemands sur Paris. (Antoine de Saint-Exupéry. Œuvres complètes. Tome I. Lettre à Louis de Bonnevie. Paris, lycée Saint-Louis. février 1918).